# نبرد تیمور
نبرد تیمور (انگلیسی: Battle of Timor) یکی از نبردهای جنگ اقیانوس آرام بود.